# Хайнрих Макс
Хайнрих Макс е български шахматист.
Най-доброто му класиране на първенството на България по шахмат е третото място през 1934 г. Участва на неофициалната шахматна олимпиада в Мюнхен през 1936 г., където изиграва 18 партии (3 победи, 1 равенство, 14 загуби).
През 40-те години емигрира от България, преселвайки се в Аржентина. По професия е финансист.

## Участия на шахматни олимпиади
| Година           | Организатор | Отбор    | Класиране (отборно) | Дъска |
| 1936 неофициална | Мюнхен      | България | 21                  | Осма  |